# Didiereaceae
Famille
Classification APG III (2009)
La petite famille des Didieréacées regroupe des plantes dicotylédones ; elle comprend une grosse dizaine d'espèces réparties en 4 à 7 genres.
Ce sont des arbres ou des arbustes, généralement à forme végétative très particulière, avec la fonction chlorophyllienne transférée aux tiges. Ils sont souvent épineux, pérennes, et généralement appelés succulentes.
C'est une famille endémique des régions désertiques de Madagascar.

## Étymologie
Le nom vient du genre type Didierea, nommé en l'honneur de l'explorateur français Alfred Grandidier (1836-1921).

## Classification
La classification phylogénétique APG III (2009) y incorpore les genres : Calyptrotheca, Ceraria, Portulacaria ; elle comprend donc 16 espèces réparties en 7 genres (dans ce cas la famille se trouve aussi en Afrique occidentale).

## Liste des genres
Selon Angiosperm Phylogeny Website (15 fév. 2008) :
- genre Alluaudia (Drake) Drake
- genre Alluaudiopsis Humbert & Choux
- genre Calyptrotheca Gilg
- genre Ceraria H.Pearson & Stephens
- genre Decaryia Choux
- genre Didierea Baill.
- genre Portulacaria Jacq.

Selon World Checklist of Selected Plant Families (WCSP) (3 mai 2010) :
- genre Alluaudia (Drake) Drake (1901)
- genre Alluaudiopsis Humbert & Choux (1934)
- genre Calyptrotheca Gilg (1897)
- genre Ceraria H.Pearson & Stephens (1912)
- genre Decarya Choux (1929)
- genre Didierea Baill. (1880)
- genre Portulacaria Jacq. (1786)

Selon NCBI (3 mai 2010) :
- genre Alluaudia
- genre Alluaudiopsis
- genre Decarya
- genre Didierea

Selon DELTA Angio (3 mai 2010) :
- genre Didierea
- genre Alluaudia
- genre Alluaudiopsis
- genre Decaryia

## Liste des espèces
Selon World Checklist of Selected Plant Families (WCSP) (3 mai 2010) :
- genre Alluaudia (Drake) Drake (1901)
  - Alluaudia ascendens (Drake) Drake (1903)
  - Alluaudia comosa (Drake) Drake (1903)
  - Alluaudia dumosa (Drake) Drake (1903)
  - Alluaudia humbertii Choux (1934)
  - Alluaudia montagnacii Rauh, Adansonia, n.s. (1961)
  - Alluaudia procera (Drake) Drake (1903)
- genre Alluaudiopsis Humbert & Choux (1934)
  - Alluaudiopsis fiherenensis Humbert & Choux (1934)
  - Alluaudiopsis marnieriana Rauh, Adansonia, n.s. (1961)
- genre Calyptrotheca Gilg (1897)
  - Calyptrotheca somalensis Gilg (1897)
  - Calyptrotheca taitensis (Pax & Vatke) Brenan (1949)
- genre Ceraria H.Pearson & Stephens (1912)
  - Ceraria carrissoana Exell & Mendonça (1939)
  - Ceraria fruticulosa H.Pearson & Stephens (1912)
  - Ceraria kaokoensis Swanepoel (2007)
  - Ceraria kuneneana Swanepoel (2008)
  - Ceraria longipedunculata Merxm. & Podlech (1961)
  - Ceraria namaquensis (Sond.) H.Pearson & Stephens (1912)
  - Ceraria pygmaea (Pillans) G.D.Rowley (1996)
- genre Decarya Choux (1929)
  - Decarya madagascariensis Choux (1934)
- genre Didierea Baill. (1880)
  - Didierea madagascariensis Baill. (1880)
  - Didierea trollii Capuron & Rauh (1961)
- genre Portulacaria Jacq. (1786)
  - Portulacaria afra Jacq. (1786)
  - Portulacaria armiana Van Jaarsv. (1984)

Selon NCBI (3 mai 2010) :
- genre Alluaudia
  - Alluaudia ascendens
  - Alluaudia comosa
  - Alluaudia dumosa
  - Alluaudia humbertii
  - Alluaudia montagnacii
  - Alluaudia procera
- genre Alluaudiopsis
  - Alluaudiopsis fiherenensis
  - Alluaudiopsis marnieriana
- genre Decarya
  - Decarya madagascariensis
- genre Didierea
  - Didierea madagascariensis
  - Didierea trollii